# A1 Ethniki MVP

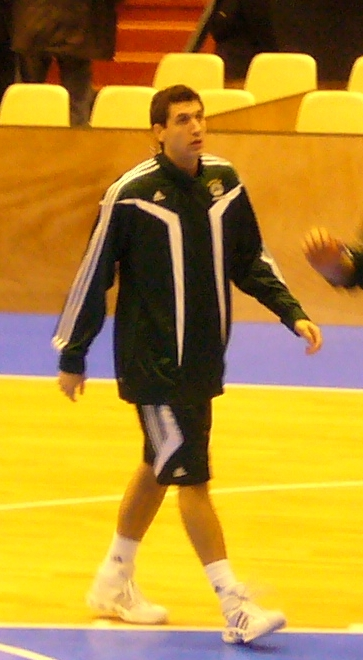
Dīmītrīs Diamantidīs, recordman con 6 riconoscimenti.

La A1 Ethniki MVP è il premio conferito dalla A1 Ethniki al miglior giocatore della stagione regolare.

## Vincitori
| Stagione  | Nazionalità       | Giocatore                                      | Squadra           |
| --------- | ----------------- | ---------------------------------------------- | ----------------- |
| 1987-1988 | Grecia            | Nikos Galīs                                    | Aris Salonicco    |
| 1988-1989 | Grecia            | Nikos Galīs (2)                                | Aris Salonicco    |
| 1989-1990 | Grecia            | Nikos Galīs (3)                                | Aris Salonicco    |
| 1990-1991 | Grecia            | Nikos Galīs (4)                                | Aris Salonicco    |
| 1991-1992 | Grecia            | Nikos Galīs (5)                                | Aris Salonicco    |
| 1992-1993 | Grecia            | Fanīs Christodoulou                            | Paniōnios         |
| 1993-1994 | Grecia            | Panagiōtīs Fasoulas                            | Olympiakos        |
| 1994-1995 | Grecia            | Panagiōtīs Fasoulas (2)                        | Olympiakos        |
| 1995-1996 | Grecia            | Giōrgos Sigalas                                | Olympiakos        |
| 1996-1997 | Stati Uniti       | David Rivers                                   | Olympiakos        |
| 1997-1998 | Jugoslavia Grecia | Predrag Stojaković                             | PAOK Salonicco    |
| 1998-1999 | Jugoslavia        | Dejan Bodiroga                                 | Panathīnaïkos     |
| 1999-2000 | Jugoslavia        | Željko Rebrača                                 | Panathīnaïkos     |
| 2000-2001 | Stati Uniti       | Alphonso Ford                                  | Peristeri         |
| 2001-2002 | Grecia            | Dīmos Ntikoudīs                                | AEK Atene         |
| 2002-2003 | Grecia            | Fragkiskos Alvertīs                            | Panathīnaïkos     |
| 2003-2004 | Grecia            | Dīmītrīs Diamantidīs                           | Īraklīs Salonicco |
| 2004-2005 | Grecia            | Vasilīs Spanoulīs                              | Maroussi          |
| 2005-2006 | Grecia            | Dīmītrīs Diamantidīs (2) Vasilīs Spanoulīs (2) | Panathīnaïkos     |
| 2006-2007 | Grecia            | Dīmītrīs Diamantidīs (3)                       | Panathīnaïkos     |
| 2007-2008 | Grecia            | Dīmītrīs Diamantidīs (4)                       | Panathīnaïkos     |
| 2008-2009 | Grecia            | Vasilīs Spanoulīs (3)                          | Panathīnaïkos     |
| 2009-2010 | Stati Uniti       | Mike Batiste                                   | Panathīnaïkos     |
| 2010-2011 | Grecia            | Dīmītrīs Diamantidīs (5)                       | Panathīnaïkos     |
| 2011-2012 | Grecia            | Vasilīs Spanoulīs (4)                          | Olympiakos        |
| 2012-2013 | Gabon             | Stéphane Lasme                                 | Panathīnaïkos     |
| 2013-2014 | Grecia            | Dīmītrīs Diamantidīs (6)                       | Panathīnaïkos     |
| 2014-2015 | Bulgaria Grecia   | Aleksandăr Vezenkov                            | Aris Salonicco    |
| 2015-2016 | Grecia            | Vasilīs Spanoulīs (5)                          | Olympiakos        |
| 2016-2017 | Grecia            | Nick Calathes                                  | Panathīnaïkos     |
| 2017-2018 | Grecia            | Nick Calathes (2)                              | Panathīnaïkos     |
| 2018-2019 | Grecia            | Nick Calathes (3)                              | Panathīnaïkos     |
| 2019-2020 | Non assegnato     | Non assegnato                                  | Non assegnato     |
| 2020-2021 | Grecia            | Iōannīs Papapetrou                             | Panathīnaïkos     |
| 2021-2022 | Bulgaria Grecia   | Aleksandăr Vezenkov (2)                        | Olympiakos        |
| 2022-2023 | Bulgaria Grecia   | Aleksandăr Vezenkov (3)                        | Olympiakos        |
| 2023-2024 | Grecia            | Kōstas Sloukas                                 | Panathīnaïkos     |
| 2024-2025 | Bulgaria Grecia   | Aleksandăr Vezenkov (4)                        | Olympiakos        |